# Apatania tridigitulus
Apatania tridigitulus är en nattsländeart som beskrevs av Hwang 1957. Apatania tridigitulus ingår i släktet Apatania och familjen Apataniidae. Inga underarter finns listade i Catalogue of Life.